# Lavrio BC
O Lavrio Basketball Club é um clube profissional de basquetebol sediado na cidade de Lavrio, Grécia que atualmente disputa a Liga Grega. Foi fundado em 1990 e manda seus jogos na Lavrio Indoor Hall com capacidade para 1.700.